# Jean-Marie Brussin
Jean-Marie Brussin (* 15. Januar 1924 in La Frette; † 21. Juni 1958 in Le Mans) war ein französischer Autorennfahrer und Industrieller.

## Name
Jean-Marie Brussin wird in vielen, wenn nicht fast allen, Motorsportpublikationen falsch benannt bzw. verwechselt. In der Regel wird er als Jean-Pierre Brousselet bezeichnet. Die Verwechslung liegt am Pseudonym Mary, das sowohl Brussin als auch Brousselet verwendeten. Brousselet bestritt seine Rennen allerdings schon in den 1930er-Jahren, so war er 1932 beim 24-Stunden-Rennen von Le Mans am Start. Aufgeklärt wurde die beständige Verwechslung durch die Vorlage der originalen Fahrerlizenz in Kopie auf einer internationalen Motorsport-Website. Neueste Quellen belegen, dass es den zweiten Brousselet mit großer Wahrscheinlichkeit nicht gab. Beim genannten Fahrer handelte es sich um Emile Mary.

## Karriere
Brussin war ein französischer Industrieller der ein Unternehmen zur Herstellung synthetischer Diamanten besaß. Den Motorsport bestritt er als Herrenfahrer. Er war verheiratet und lebte mit seiner Frau im Département Ain. In den frühen 1950er-Jahren fuhr er Berg- und Sportwagenrennen in Frankreich. Sein nicht unbeträchtliches Kapital ermöglichte ihm einerseits den Erwerb moderner Sportwagen und brachte in andererseits in Kontakt mit anderen vermögenden französischen Fahrern, mit denen er gemeinsam Langstreckenrennen bestritt. Verbunden ist der Name Brussin als Mary mit dem 24-Stunden-Rennen von Le Mans. 1957 war er zum ersten Mal in Le Mans am Start; 1955 war er zwar gemeldet; erschien aber nicht zum Rennen. Gemeinsam mit seinem Landsmann Jean Lucas erreichte er den von der Fachwelt bestaunten dritten Rang in der Gesamtwertung. Im Rennen fuhr er beständig dieselben Rundenzeiten wie sein bekannter Teamkollege. 
1958 kam er wieder nach Le Mans; diesmal als Partner des Marokkaners André Guelfi. Bei schlechtem Wetter am Samstagabend hatte Brussin gerade den Ferrari 250TR des US-Amerikaners Bruce Kessler überholt, als er knapp nach dem Dunlop-Bogen die Herrschaft über seinen Jaguar D-Type verlor und in die Absperrung der Rennstrecke prallte. Er wurde dabei aus dem Wagen geschleudert. Kessler fuhr über Wrackteile und verunfallte ebenfalls. Während der Amerikaner zwar schwer verletzt wurde, aber mit dem Leben davonkam, starb Brussin wenig später in einem Krankenhaus. Guelfi verlor zum zweiten Mal in Le Mans einen Teamkollegen durch einen tödlichen Unfall. 1951 hatte Jean Larivière schon in der fünften Runde einen fatalen Unfall.

## Statistik

### Le-Mans-Ergebnisse
| Jahr | Team              | Fahrzeug      | Teamkollege  | Platzierung | Ausfallgrund                 |
| ---- | ----------------- | ------------- | ------------ | ----------- | ---------------------------- |
| 1957 | Equipe Los Amigos | Jaguar D-Type | Jean Lucas   | Rang 3      |                              |
| 1958 | Hervé Peignaux    | Jaguar D-Type | André Guelfi | Ausfall     | Tödlicher Unfall von Brussin |

### Einzelergebnisse in der Sportwagen-Weltmeisterschaft
| Saison | Team              | Rennwagen     | 1   | 2   | 3   | 4   | 5   | 6   | 7   |
| ------ | ----------------- | ------------- | --- | --- | --- | --- | --- | --- | --- |
| 1957   | Equipe Los Amigos | Jaguar D-Type | BUA | SEB | MIM | NÜR | LEM | KRI | CAR |
| 1957   | Equipe Los Amigos | Jaguar D-Type |     | 3   |     |     |     |     |     |
| 1958   | Hervé Peignaux    | Jaguar D-Type | BUA | SEB | TAR | NÜR | LEM | RTT |     |
| 1958   | Hervé Peignaux    | Jaguar D-Type |     | DNF |     |     |     |     |     |